# Wes Watkins
Wesley Wade "Wes" Watkins, född 15 december 1938 i De Queen i Arkansas, död 26 mars 2025 i Stillwater i Oklahoma, var en amerikansk politiker. Han var ledamot av USA:s representanthus 1977–1991 och 1997–2003.
Watkins gick i skola i Bennington High School i Bennington i Oklahoma och studerade vid Oklahoma State University. Han var först demokrat och gjorde sedan efter sex års avbrott comeback i representanthuset som republikan.